# Deale
Deale és una concentració de població designada pel cens dels Estats Units a l'estat de Maryland. Segons el cens del 2000 tenia 4.796 habitants.

## Demografia
Segons el cens del 2000, Deale tenia 4.796 habitants, 1.778 habitatges, i 1.313 famílies. La densitat de població era de 426,7 habitants per km².
Dels 1.778 habitatges en un 35,6% hi vivien nens de menys de 18 anys, en un 59,4% hi vivien parelles casades, en un 10,5% dones solteres, i en un 26,1% no eren unitats familiars. En el 19,7% dels habitatges hi vivien persones soles el 7,2% de les quals corresponia a persones de 65 anys o més que vivien soles. El nombre mitjà de persones vivint en cada habitatge era de 2,7 i el nombre mitjà de persones que vivien en cada família era de 3,11.
Per edats la població es repartia de la següent manera: un 26,4% tenia menys de 18 anys, un 6,1% entre 18 i 24, un 32,7% entre 25 i 44, un 25,5% de 45 a 60 i un 9,3% 65 anys o més.
L'edat mediana era de 38 anys. Per cada 100 dones de 18 o més anys hi havia 97,3 homes.
La renda mediana per habitatge era de 66.016 $ i la renda mediana per família de 73.708 $. Els homes tenien una renda mediana de 41.219 $ mentre que les dones 32.708 $. La renda per capita de la població era de 26.214 $. Entorn de l'1,9% de les famílies i el 3,7% de la població estaven per davall del llindar de pobresa.

## Poblacions més properes
El següent diagrama mostra les poblacions més properes.